# 秩父鉄道秩父本線
秩父本線（ちちぶほんせん）は、埼玉県羽生市の羽生駅と同県秩父市の三峰口駅とを結ぶ秩父鉄道の鉄道路線である。駅ナンバリングで使われる路線記号はCR。
寄居駅以西の三峰口方面側は山間を走る路線となるが、トンネルは全線を通して1箇所も存在しない。

## 路線データ
- 路線距離（営業キロ）：71.7 km
- 軌間：1,067 mm
- 駅数：39駅（起終点駅・貨物駅含む）
- 複線区間：なし（全線単線）
- 電化区間：全線電化（直流1500V）
- 最高速度：85 km/h[注釈 1]
- 最急勾配：21.0 ‰[1]
- 閉塞方式：自動閉塞式
- 保安装置：ATS
- 車両基地：広瀬川原車両基地
- IC乗車カード対応区間：
  - PASMOエリア：全線（2022年3月12日より[5][6]）

## 路線名について
本路線の名称は「秩父本線」だが、この名称は沿線住民には浸透しておらず、また秩父鉄道における旅客営業路線がこの1路線のみであることから、本路線は「秩父線」あるいは「秩父鉄道」「秩鉄（ちちてつ）」と呼ばれ親しまれている。
このことから秩父鉄道としても、利用者向けには「秩父本線」に相当する部分を「秩父鉄道」や「秩父線」と案内している。接続する東日本旅客鉄道（JR東日本）や東武鉄道、西武鉄道などでも、「秩父鉄道」または「秩父線」あるいは「秩父鉄道線」と案内される。なお、一部の自社発行の記念切符や看板等に「秩父電鉄」の表記が見られる。

## 運行形態

### 旅客輸送
秩父地方という一大観光・行楽地を抱えるため、ローカル輸送のほか観光輸送の比重も高い。普通列車（各駅停車、以下「各停」と表記）に加え、急行「秩父路」や蒸気機関車牽引列車（SL列車）「SLパレオエクスプレス」が運転されている。全線通し運転の列車のほか、熊谷駅や影森駅を始発・終着駅とする列車も多く運転されている。
秩父夜祭や熊谷うちわ祭、熊谷花火大会など沿線のイベント開催時には、急行・各停問わず臨時列車を多数運転し、輸送力を確保している。なお、秩父夜祭開催中の12月3日19時頃から22時頃にかけては、笠鉾・屋台の横断のために御花畑駅付近の踏切の架線が外されるため、秩父駅 - 影森駅間は運休となり、両駅から折り返し運転が行われる。
ダイヤ改正の実施頻度はJR線や他の私鉄線のように毎年ではなく、数年に一度程度である。

#### SLパレオエクスプレス
熊谷駅 - 三峰口駅間で1日1往復運転される蒸気機関車 (SL) C58 363牽引の観光列車。1988年3月より運行を開始した。土休日の運転が中心であるが、土休日でも運転しない日がある。学校の長期休暇中や秋の行楽シーズンなどには、平日にも運転する日がある。SLの乗車には、乗車券のほかに「SL指定席券」が必要である。2019年までは指定席1両、自由席3両の設定だったが、2021年からは全車指定席で運行されている。
2020年度は、蒸気機関車C58 363の全般検査のため運休していたが、2021年2月13日に運転を再開した。

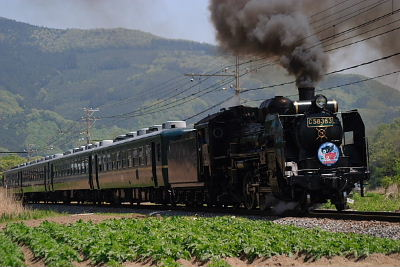
C58 363牽引「パレオエクスプレス」

#### 急行「秩父路」
線内運転の列車には「秩父路」の愛称がある。朝夕を中心に運転しており、速達サービスを提供している。使用車両は原則的に6000系だが、通勤形電車も使用されることがある。
基本的にはワンマン運転を実施しているが、秩父夜祭号などイベント開催時は車掌が乗務することがある。列車の種別表示はワンマン運転時は「ワンマン」、車掌乗務時は「急行」である。
一部の区間を除いて急行券が必要である。2022年3月12日のPASMO導入を記念して、同日から2023年3月31日までは急行券を不要としていた。
熊谷駅 - 影森駅間で平日に2往復、土休日に1往復が運転される。2021年3月13日のダイヤ改正で羽生駅 - 熊谷駅間、2022年10月1日のダイヤ改正で影森駅 - 三峰口駅間の設定がなくなったが、2023年3月18日のダイヤ改正で土休日に限り全線通しの列車が再設定された。

#### 各停（普通）
羽生駅 - 熊谷駅間・寄居駅 - 影森駅間では毎時1 - 2本程度、熊谷駅 - 寄居駅間では毎時2 - 3本程度、影森駅 - 三峰口駅間では毎時1本程度の運行である。熊谷駅、寄居駅、影森駅を境に運行本数が異なる。そのほか、東行田駅、長瀞駅、秩父駅で始終着となる列車が運行されている。
車両は、3両編成の列車は5000系、7000系、7500系が区別なく使用され、2両編成の列車は7800系が使用される。2022年10月1日以降は6000系も一部の各停に使用されている。
一部列車を除き都市型ワンマン運転を行っている。現在在籍している電車の運転台両側には客用ドアの開閉スイッチ、マスコンハンドルとブレーキハンドルの間に自動放送装置の操作盤が設置されており、運転士が座ったまま諸々の作業ができるようになっているが、進行右側の開閉スイッチについては安全面から使用されず、既設の車掌スイッチで開閉している。ただし、西武鉄道からの直通列車（後述）には車掌が乗務するほか、荷物輸送などを行う際にも車掌が乗務する。
公式サイトのご利用案内などでは「普通列車」と表記している。列車の種別表示はワンマン運転時は「ワンマン」、秩父鉄道の車両で車掌が乗務している列車と西武鉄道からの直通列車は「各停」である。2008年6月13日までの西武鉄道からの直通列車は「普通」を表示していた。

#### 西武線直通列車
土休日のみ西武鉄道（池袋線・西武秩父線）からの直通列車があり、飯能駅発長瀞駅・三峰口駅行き（横瀬駅で分割）1本と横瀬駅発長瀞駅行き1本が運転される。車両は西武4000系電車が使用される。秩父本線内は各駅に停車する。なお、三峰口駅発西武秩父駅行きは時刻表上では直通列車として扱われていない。長瀞駅行きの折返しは回送となるため、秩父本線から西武線方面への直通列車の旅客扱いは無い。
かつては、平日は飯能駅 - 長瀞駅・三峰口駅間で、休日は池袋駅 - 長瀞駅・三峰口駅間で双方向に運行されていたが、2020年3月14日のダイヤ改正で休日の西武線側の直通運転区間を飯能駅までに短縮、2021年3月13日のダイヤ改正で平日の直通列車を廃止、2023年3月18日のダイヤ改正で秩父本線から西武線方面への直通列車の廃止と、直通運転は徐々に縮小傾向となっている。池袋駅発着で運行されていた当時は池袋線内で速達運転を行っており、廃止時点のダイヤの2往復は、池袋駅発は快速急行、池袋駅行きは急行として運転されていた。2023年3月18日のダイヤ改正以降の長瀞行きは秩父本線内の御花畑駅 - 長瀞駅間を急行として運転していたが、2025年3月15日のダイヤ改正で各駅停車に戻されている。また、2007年3月5日まで長瀞発着列車はさらに先の寄居駅まで運転されていた。
なお、秩父夜祭当日の直通列車は西武秩父駅発着になる。

#### 過去の種別
かつては準急も存在したが、現在は廃止されている。1985年3月改正までは平日の通勤時間帯に設定され、朝は影森駅始発の熊谷駅行き、夕方は熊谷駅始発の三峰口駅行きだった。途中停車駅は石原・武川・寄居・野上（急行停車駅の長瀞は通過）・皆野・大野原から三峰口までの各駅。1990年代に再設定されたときの運転区間は熊谷駅 - 三峰口駅間、途中停車駅は石原・武川・小前田・寄居・野上・長瀞・皆野・大野原から三峰口までの各駅で、原則として2000系で運転されていた。

#### 過去の他社線との直通運転
過去には東武鉄道（東上線・伊勢崎線〈臨時のみ〉）や国鉄・JR東日本（高崎線・八高線）からの直通列車も定期または不定期で運行されていた。かつての列車名として、以下のようなものがある。
- 東武東上線
  - 「みつみね」「ちちぶ」「銀盤」（共に、池袋駅 - 寄居駅 - 三峰口駅）
  - 「ながとろ」（池袋駅 - 寄居駅 - 上長瀞駅、一部列車は隣駅の親鼻駅まで運行されていた）
  - 「フライング東上」（池袋駅 - 寄居駅 - 長瀞駅）
- 高崎線
  - 「ちちぶ」「くもとり」「みつみね」「秩父夜祭り」（共に、上野駅 - 熊谷駅 - 三峰口駅）
  - 「ながとろ」「秩父路」（上野駅 - 熊谷駅 - 上長瀞駅）
  - 「いも掘り」（上野駅 - 熊谷駅 - 武州中川駅）
- 八高線
  - 「八高秩父路」（高崎駅 - 寄居駅 - 上長瀞駅）

東武東上線からの直通列車は1992年4月1日に「みつみね」「ながとろ」を最後に廃止された。また、国鉄より引き継いだJR東日本の高崎線からの乗り入れも同日に行われる秩父夜祭輸送を主眼とした2001年12月3日運転の「秩父夜祭り」が最後になっている。東武東上線からの直通車両については、開始当初は7300系と7800系であったが、1964年より登場間もなかった8000系電車へと変更され、1992年の保安装置等の理由で直通停止されるまで8000系電車が運用されていた。8000系電車も車両パターンが豊富で、1970年代後半までは非冷房車4+2編成や冷房改造前の6両固定編成が入線したが、1980年頃より冷房車6両固定編成に統一された。また、前面形状が変更された8000系の更新車も入線したことがある。高崎線から直通した115系電車についても、当初は非冷房編成で構成されていたが、一部の非冷房編成が新潟・岡山・広島地区へ転出した都合から冷房装置搭載の300・1000番台へ変更された。ただし、両社車両が秩父本線内では変電所の容量の都合で冷房装置を全開で使用できるわけではなく、夏期は送風及び弱設定での冷房運転であった。これらは秩父鉄道の車両全てが非冷房車のためであった。この状態が、西武線直通開始直後でも続くこととなった。
なお、直通運転が途絶えた後もJR東日本や東武鉄道との関係がなくなったわけではなく、「パレオエクスプレス」用蒸気機関車の管理をJR東日本で行っていたり、後述の通り羽生駅（東武伊勢崎線との接続駅） - 寄居駅（東武東上線との接続駅）間を東武鉄道の回送列車が走ったりするなどの関係がある。
JR東日本小山車両センター所属のE231系は、旧世代の115系・211系入線実績から、行き先表示器に「三峰口」などの秩父鉄道の駅が設定されていたが、乗り入れ実績がないまま、湘南新宿ラインの設定に伴い使用行き先パターンが増えた際に入れ替えに削除された。

### 貨物輸送
貨物輸送は製品であるセメント輸送が全廃されるなど長期低落傾向にはあるものの、秩父市にある武甲山や、群馬県多野郡神流町にある叶山で産出される良質な石灰石を運ぶための貨物輸送が続けられている。またセメント焼成燃料や焼却灰の搬入もあり、現在でもその取扱高は日本の私鉄の中で上位に位置する。
1970年代までは秩父鉄道の鉄道収入のうち6 - 7割が貨物輸送を占め、黒字を計上していたが、1980年代以降セメント需要の減少や、貨物列車の乗り入れ先であった東武鉄道の貨物ヤード（業平橋、下板橋）が1986年10月に貨物の取り扱いを廃止したため、トラック輸送に切り替えられたことで赤字を計上した。秩父セメント工場の生産機材で使用される燃料が現在では石炭だが、以前は重油が用いられていた。重油時代では重油タンク列車（単体またはセメント・線路で用いる砂利運搬などの混結も存在）があった。三ヶ尻線開通以前は熊谷駅構内で国鉄線との連絡線があり、ここから重油タンク編成を受け取り当時分岐していた熊谷駅から武州原谷駅及び秩父駅まで直通していた。国鉄からでは根岸駅より発着。乗り入れ貨車も重油専用タンク車タキ1500形、タキ45000形、タキ9800形で直通していた。これらは石炭への燃料変更で、石炭専用のホキ10000形に切り替わったものの、自動車による輸送に変更されて廃止された。
貨物列車は、三ヶ尻線開通後は、同線を経由して熊谷貨物ターミナル駅に乗り入れ、さらに高崎線を経由して、秩父鉄道外へと通じていたが、2020年9月末をもって運行を終了し、同年12月31日付で同線の三ヶ尻駅 - 熊谷貨物ターミナル駅間が廃止されたことにより、貨物列車が社外と連絡することはなくなった。
鉱石列車は影森駅 - 武州原谷駅 - 三ヶ尻駅間で設定されており、ヲキ・ヲキフ100形20両編成による列車単位は1000t（うち貨物700t）に及ぶ。ダイヤ上は影森駅まで設定されているが、三輪・叶山両鉱山の生産状況により末端部の運行ダイヤが日によって調整されるため、午後の列車は武州原谷駅で折り返すことが多い。また、熊谷貨物ターミナル - 武川駅 - 武州原谷駅間で燃料となる石炭や原料に加える焼却灰の輸送があったが、三ヶ尻の工場へ輸送するのであっても列車は武川駅で折り返す。以上の取扱貨物の違いにより、日本貨物鉄道（JR貨物）との連絡運輸区間は武州原谷駅までとなっていた。
そのほか、東武鉄道の本線と東上線の車両の転配時や検査時などに寄居駅 - 羽生駅間で車両回送が頻繁に行われている。この車両回送は、以前は主に秩父鉄道仕様の保安装置 (ATS) を搭載した東武鉄道の8000系電車の牽引で行われ、回送ながらも秩父鉄道最長の10両編成での運転が見られていたが、2011年頃から秩父鉄道の電気機関車で牽引することも多くなっている。2020年、東武鉄道川越工場廃止後は東上線に在籍するすべての車両が南栗橋車両管区で全般検査を行うこととなったため、寄居駅と羽生駅では電気機関車の連結・解放が盛んに行われるようになっている。8000系ワンマン編成では引き続き寄居駅 - 南栗橋駅間で秩父鉄道仕様の保安装置併設の8000系電車2両固定編成が連結されて回送されるが、それ以外の9000系列 - 50000系列は保安装置が異なるため電気機関車が牽引している。この結果、秩父線内で牽引状態ながら有楽町線・副都心線直通用9000系・50070系や10両固定編成の10000系（10030系も含む）、TJライナー用50090系、そして以前は半蔵門線直通用だった30000系も見られるようになっている。また、東武鉄道の新車搬入も以前はすべて熊谷貨物ターミナル駅から三ヶ尻線・秩父本線経由で行われており、こちらは以前より電気機関車牽引となる。東上線へは寄居駅まで単機牽引、東武本線へは羽生駅までプッシュプルで輸送していたが、前述の三ヶ尻駅 - 熊谷貨物ターミナル駅間廃止後は、栗橋駅に設置された通常はJR新宿駅発着の特急列車のためのJR・東武連絡線を活用して新車搬入などの回送列車が運行されている。2017年 - 2020年には東武線と直通している東京メトロ日比谷線の13000系電車の輸送も行われた。
使用機関車はデキ100形、デキ300形、デキ500形の共通運用で、これらの形式による区別は一切なされていない。

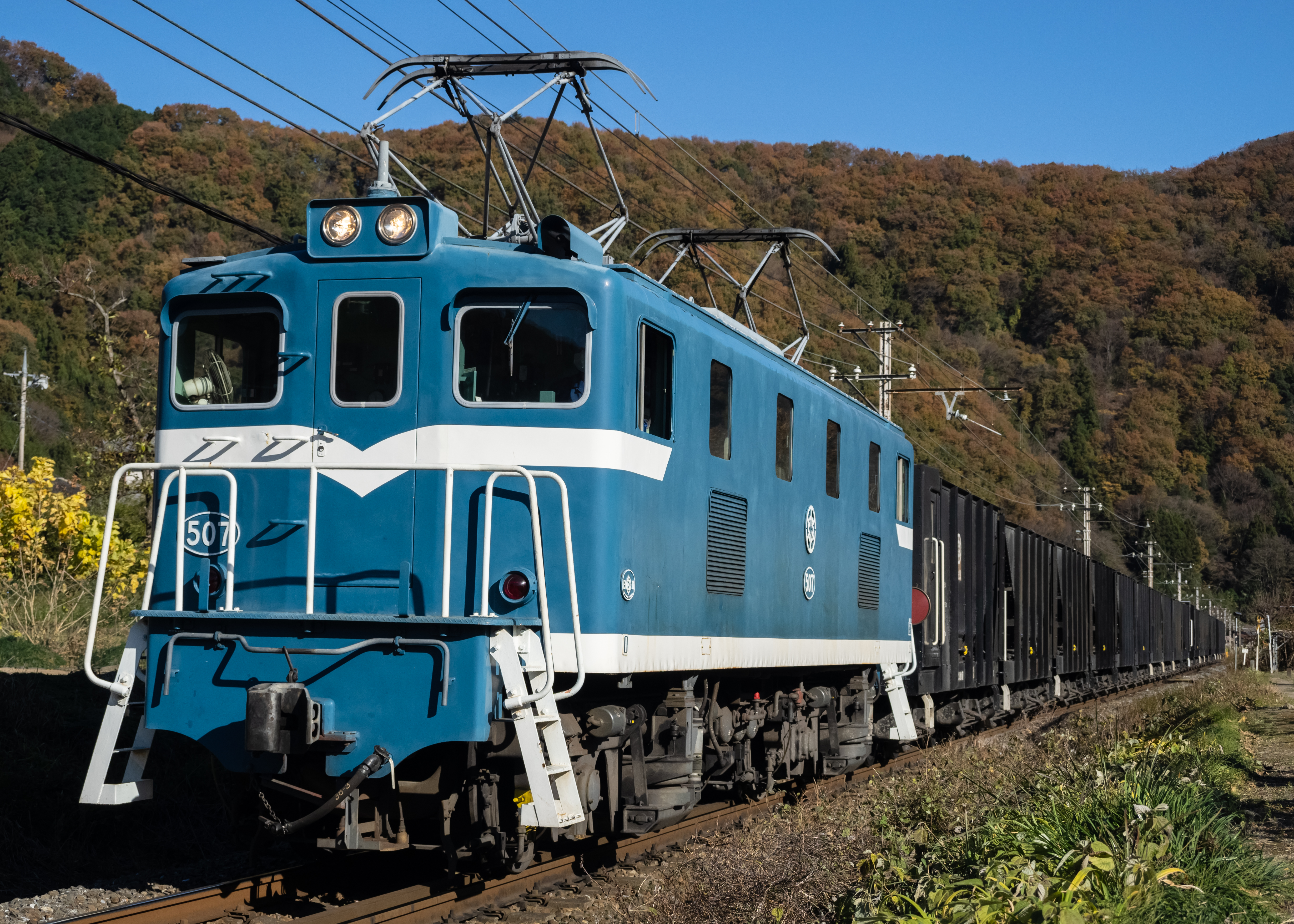
デキ500形507号機による石灰石の貨物輸送列車
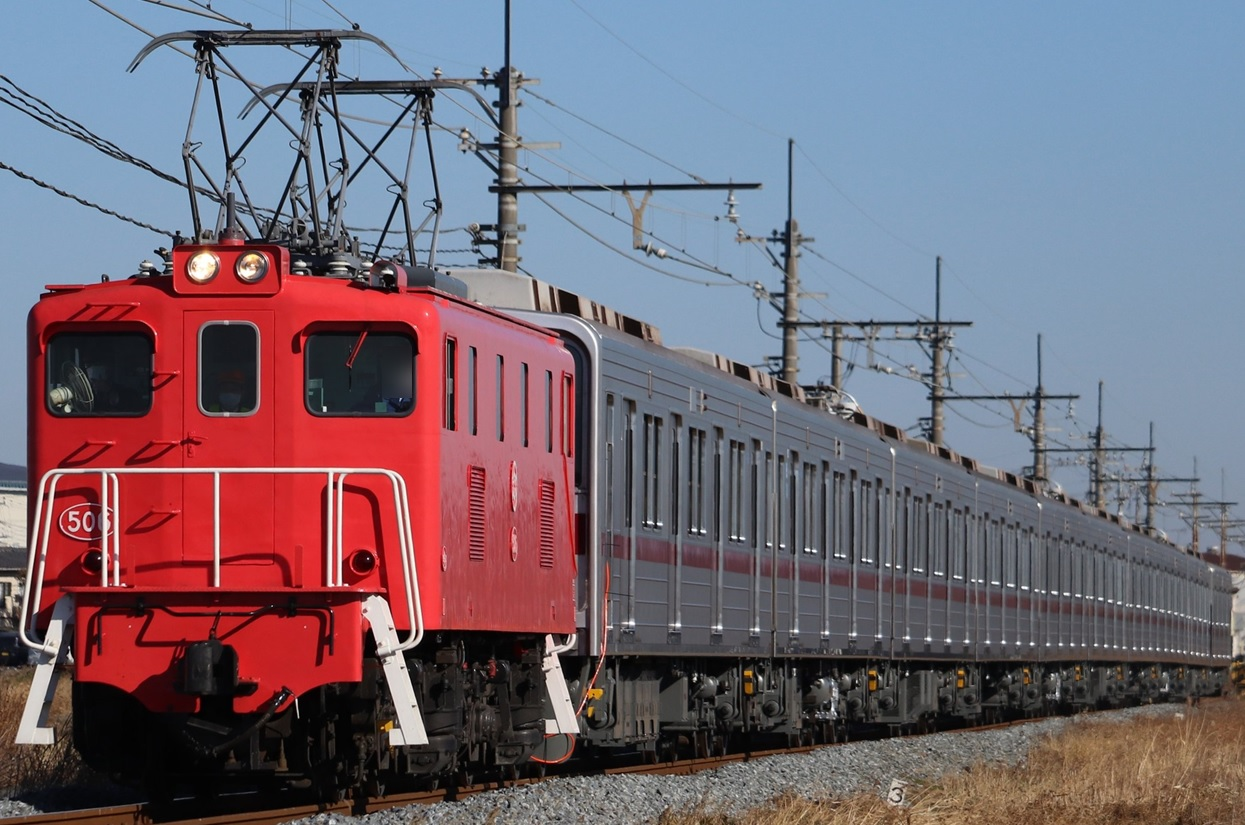
デキ500形506号機による東武東上線車両の牽引輸送列車

## 利用状況
埼玉北部・秩父地域において、重要な役割を果たす路線であるが、下記の通り、鉄道事業単体としては赤字で厳しい状況が続いている。このことから、埼玉県及び沿線市町より安全対策や利用促進など直接的な支援が行われている。

### 輸送実績
秩父本線の輸送実績を下表に記す。貨物輸送量は中小私鉄としては多いほうだが、最近は減少している。
表中、輸送人員の単位は万人。輸送人員は年度での値。表中、最高値を赤色で、最高値を記録した年度以降の最低値を青色で、最高値を記録した年度以前の最低値を緑色で表記している。
| 年度別輸送実績     | 年度別輸送実績                  | 年度別輸送実績                  | 年度別輸送実績                  | 年度別輸送実績                  | 年度別輸送実績                  | 年度別輸送実績  | 年度別輸送実績      | 年度別輸送実績                          |
| 年度               | 輸送実績（乗車人員）：万人/年度 | 輸送実績（乗車人員）：万人/年度 | 輸送実績（乗車人員）：万人/年度 | 輸送実績（乗車人員）：万人/年度 | 輸送実績（乗車人員）：万人/年度 | 輸送密度 人/1日 | 貨物輸送量 万t/年度 | 特記事項                                |
| ------------------ | ------------------------------- | ------------------------------- | ------------------------------- | ------------------------------- | ------------------------------- | --------------- | ------------------- | --------------------------------------- |
| 年度               | 通勤定期                        | 通学定期                        | 通勤通学 定期計                 | 定期外                          | 合計                            | 輸送密度 人/1日 | 貨物輸送量 万t/年度 | 特記事項                                |
| 1970年（昭和45年） |                                 |                                 | 1417.8                          | 584.5                           | 2002.3                          |                 |                     |                                         |
| 1971年（昭和46年） |                                 |                                 |                                 |                                 |                                 |                 |                     |                                         |
| 1972年（昭和47年） |                                 |                                 |                                 |                                 |                                 |                 |                     |                                         |
| 1973年（昭和48年） |                                 |                                 |                                 |                                 |                                 |                 |                     |                                         |
| 1974年（昭和49年） |                                 |                                 |                                 |                                 |                                 |                 |                     |                                         |
| 1975年（昭和50年） | 644.5                           | 533.0                           | 1177.5                          | 528.7                           | 1706.2                          | 8,861           | 714.5               |                                         |
| 1976年（昭和51年） | 585.6                           | 521.0                           | 1106.6                          | 476.2                           | 1582.8                          | 8,074           | 733.6               |                                         |
| 1977年（昭和52年） | 541.4                           | 499.6                           | 1041.0                          | 480.7                           | 1521.7                          | 7,975           | 742.9               |                                         |
| 1978年（昭和53年） | 522.5                           | 475.2                           | 997.7                           | 452.0                           | 1449.7                          | 7,679           | 804.8               |                                         |
| 1979年（昭和54年） | 506.5                           | 439.5                           | 946.0                           | 447.3                           | 1393.3                          | 7,399           | 874.1               | 三ヶ尻線開業、羽生 - 武川間貨物営業廃止 |
| 1980年（昭和55年） | 504.2                           | 424.2                           | 928.4                           | 441.8                           | 1370.2                          | 7,350           | 849.8               |                                         |
| 1981年（昭和56年） | 486.2                           | 419.4                           | 905.6                           | 420.4                           | 1326.0                          | 7,074           | 825.5               | 西羽生駅開業                            |
| 1982年（昭和57年） | 466.4                           | 398.7                           | 865.1                           | 411.3                           | 1276.4                          | 6,836           | 786.5               |                                         |
| 1983年（昭和58年） | 448.5                           | 404.8                           | 853.3                           | 410.9                           | 1264.2                          | 6,834           | 712.7               | 武甲線 影森駅 - 武甲駅間廃止            |
| 1984年（昭和59年） | 424.7                           | 412.2                           | 836.9                           | 393.2                           | 1230.1                          | 6,729           | 682.3               | 明戸駅開業                              |
| 1985年（昭和60年） | 411.2                           | 428.9                           | 840.1                           | 389.9                           | 1230.0                          | 6,672           | 618.2               |                                         |
| 1986年（昭和61年） | 390.4                           | 439.5                           | 829.9                           | 383.8                           | 1213.7                          | 6,565           | 572.1               |                                         |
| 1987年（昭和62年） | 372.3                           | 453.6                           | 825.9                           | 380.8                           | 1206.7                          | 6,520           | 561.7               |                                         |
| 1988年（昭和63年） | 370.2                           | 475.7                           | 845.9                           | 393.3                           | 1239.2                          | 6,763           | 596.2               |                                         |
| 1989年（平成元年） | 353.2                           | 484.3                           | 837.5                           | 404.8                           | 1242.3                          | 6,715           | 680.5               | 桜沢駅開業                              |
| 1990年（平成2年）  | 352.2                           | 506.2                           | 858.4                           | 420.1                           | 1278.5                          | 6,891           | 667.3               |                                         |
| 1991年（平成3年）  | 353.2                           | 514.2                           | 867.4                           | 421.8                           | 1289.2                          | 6,892           | 662.3               |                                         |
| 1992年（平成4年）  | 339.9                           | 505.2                           | 845.1                           | 391.3                           | 1236.4                          | 6,687           | 557.8               |                                         |
| 1993年（平成5年）  | 329.7                           | 492.9                           | 822.6                           | 384.8                           | 1207.4                          | 6,579           | 518.1               |                                         |
| 1994年（平成6年）  | 318.8                           | 478.7                           | 797.5                           | 376.8                           | 1174.3                          | 6,444           | 539.7               |                                         |
| 1995年（平成7年）  | 301.3                           | 465.8                           | 767.1                           | 370.2                           | 1137.3                          | 6,263           | 483.5               |                                         |
| 1996年（平成8年）  | 299.2                           | 448.5                           | 747.7                           | 363.2                           | 1110.9                          | 6,179           | 478.1               |                                         |
| 1997年（平成9年）  | 283.7                           | 417.9                           | 701.6                           | 335.8                           | 1037.4                          | 5,792           | 377.3               |                                         |
| 1998年（平成10年） | 278.0                           | 408.0                           | 686.0                           | 313.9                           | 999.9                           | 5,592           | 299.4               |                                         |
| 1999年（平成11年） | 263.1                           | 392.9                           | 656.0                           | 309.3                           | 965.3                           | 5,371           | 320.0               |                                         |
| 2000年（平成12年） | 255.2                           | 381.4                           | 636.6                           | 303.6                           | 940.2                           | 5,261           | 305.2               |                                         |
| 2001年（平成13年） | 247.4                           | 371.2                           | 618.6                           | 300.0                           | 918.6                           | 5,166           | 302.1               |                                         |
| 2002年（平成14年） | 238.0                           | 357.0                           | 595.0                           | 294.9                           | 889.9                           | 5,052           | 306.4               | ひろせ野鳥の森駅開業                    |
| 2003年（平成15年） | 236.1                           | 348.2                           | 584.3                           | 289.3                           | 873.6                           | 4,929           | 280.8               |                                         |
| 2004年（平成16年） | 230.1                           | 337.6                           | 567.7                           | 285.1                           | 852.8                           | 4,866           | 268.9               |                                         |
| 2005年（平成17年） | 231.9                           | 328.5                           | 560.4                           | 294.7                           | 855.1                           | 4,889           | 270.5               |                                         |
| 2006年（平成18年） | 234.9                           | 325.6                           | 560.5                           | 295.8                           | 856.3                           | 4,908           | 251.3               |                                         |
| 2007年（平成19年） |                                 |                                 | 555.0                           | 297.1                           | 852.1                           | 4,995           | 229.5               |                                         |
| 2008年（平成20年） |                                 |                                 |                                 |                                 | 863.3                           |                 | 204.3               |                                         |
| 2009年（平成21年） |                                 |                                 |                                 |                                 | 839.4                           |                 | 170.6               |                                         |
| 2010年（平成22年） |                                 |                                 |                                 |                                 | 818.9                           |                 | 185.9               |                                         |
| 2011年（平成23年） |                                 |                                 |                                 |                                 | 807.1                           |                 | 218.2               |                                         |
| 2012年（平成24年） | 241.3                           | 308.0                           | 549.3                           | 264.7                           | 814.0                           |                 | 204.8               |                                         |
| 2013年（平成25年） | 237.4                           | 306.0                           | 543.4                           | 275.6                           | 819.0                           |                 | 221.6               |                                         |
| 2014年（平成26年） |                                 |                                 |                                 |                                 |                                 |                 |                     |                                         |
| 2015年（平成27年） |                                 |                                 |                                 |                                 |                                 |                 |                     |                                         |
| 2016年（平成28年） |                                 |                                 |                                 |                                 |                                 | 4,596           |                     |                                         |

### 営業成績
秩父本線の営業成績を下表に記す。貨物運輸収入の割合が高いが、減少が著しい。これに比べれば旅客運賃収入の変動は少ない。収入総合計額については増加した時期もあったが、最近では減少している。
表中、収入の単位は千円。数値は年度での値。表中、最高値を赤色で、最高値を記録した年度以降の最低値を青色で、最高値を記録した年度以前の最低値を緑色で表記している。
なお、根拠資料における「秩父鉄道」の営業成績であり、三ヶ尻線分が含まれていると考えられる。
| 年度別営業成績     | 年度別営業成績          | 年度別営業成績          | 年度別営業成績          | 年度別営業成績          | 年度別営業成績          | 年度別営業成績          | 年度別営業成績          | 年度別営業成績     | 年度別営業成績     | 年度別営業成績     | 年度別営業成績     | 年度別営業成績 |
| 年 度              | 旅客運賃収入：千円/年度 | 旅客運賃収入：千円/年度 | 旅客運賃収入：千円/年度 | 旅客運賃収入：千円/年度 | 旅客運賃収入：千円/年度 | 旅客運賃収入：千円/年度 | 貨物運輸 収入 千円/年度 | 運輸雑収 千円/年度 | 営業収益 千円/年度 | 営業経費 千円/年度 | 営業損益 千円/年度 | 営業 係数      |
| ------------------ | ----------------------- | ----------------------- | ----------------------- | ----------------------- | ----------------------- | ----------------------- | ----------------------- | ------------------ | ------------------ | ------------------ | ------------------ | -------------- |
| 年 度              | 通勤定期                | 通学定期                | 通勤通学 定期計         | 定期外                  | 手小荷物                | 合計                    | 貨物運輸 収入 千円/年度 | 運輸雑収 千円/年度 | 営業収益 千円/年度 | 営業経費 千円/年度 | 営業損益 千円/年度 | 営業 係数      |
| 1975年（昭和50年） |                         |                         | 429,387                 | 732,534                 | 19,131                  | 1,181,051               | 1,646,850               | 190,435            | 3,018,336          | 3,432,274          | △413,938           | 113.7          |
| 1976年（昭和51年） |                         |                         | 544,970                 | 880,736                 | 15,329                  | 1,441,035               | 2,003,254               | 260,686            | 3,704,975          |                    |                    |                |
| 1977年（昭和52年） |                         |                         | 552,656                 | 887,945                 | 14,072                  | 1,454,673               | 2,583,767               | 246,019            | 4,284,459          |                    |                    |                |
| 1978年（昭和53年） |                         |                         | 670,779                 | 1,022,694               | 11,760                  | 1,705,233               | 2,957,065               | 223,252            | 4,885,550          |                    |                    |                |
| 1979年（昭和54年） |                         |                         | 697,386                 | 1,010,718               | 10,255                  | 1,718,359               | 3,382,960               | 238,754            | 5,340,073          |                    |                    |                |
| 1980年（昭和55年） |                         |                         | 691,946                 | 1,001,750               | 9,038                   | 1,702,734               | 3,644,153               | 245,221            | 5,592,108          |                    |                    |                |
| 1981年（昭和56年） |                         |                         | 767,289                 | 1,088,025               | 6,883                   | 1,862,197               | 4,062,249               | 246,647            | 6,171,093          |                    |                    |                |
| 1982年（昭和57年） |                         |                         | 766,281                 | 1,061,700               | 4,699                   | 1,832,680               | 4,096,841               | 263,451            | 6,192,972          |                    |                    |                |
| 1983年（昭和58年） |                         |                         | 812,502                 | 1,150,535               | 2,763                   | 1,965,800               | 3,672,642               | 233,803            | 5,872,245          |                    |                    |                |
| 1984年（昭和59年） |                         |                         | 850,902                 | 1,160,850               | 0                       | 2,011,752               | 3,606,579               | 220,211            | 5,838,542          |                    |                    |                |
| 1985年（昭和60年） |                         |                         | 879,737                 | 1,197,719               | 0                       | 2,077,456               | 3,633,406               | 225,716            | 5,936,578          | 6,276,333          | △339,755           | 105.7          |
| 1986年（昭和61年） |                         |                         | 927,061                 | 1,248,414               | 0                       | 2,175,475               | 3,430,716               | 224,262            | 5,830,453          |                    |                    |                |
| 1987年（昭和62年） | 595,251                 | 319,802                 | 915,053                 | 1,249,200               | 0                       | 2,164,253               | 3,372,746               | 230,858            | 5,767,857          |                    |                    |                |
| 1988年（昭和63年） | 588,244                 | 338,497                 | 926,741                 | 1,307,152               | 0                       | 2,233,893               | 3,495,094               | 340,730            | 6,069,717          |                    |                    |                |
| 1989年（平成元年） | 554,032                 | 346,675                 | 900,707                 | 1,345,652               | 0                       | 2,246,359               | 3,951,228               | 251,416            | 6,449,003          |                    |                    |                |
| 1990年（平成2年）  | 553,119                 | 363,195                 | 916,314                 | 1,398,158               | 0                       | 2,314,472               | 3,854,566               | 255,606            | 6,424,644          |                    |                    |                |
| 1991年（平成3年）  | 569,492                 | 378,125                 | 947,617                 | 1,449,065               | 0                       | 2,396,682               | 3,881,496               | 332,449            | 6,610,627          |                    |                    |                |
| 1992年（平成4年）  | 602,944                 | 417,625                 | 1,020,569               | 1,506,684               | 0                       | 2,527,253               | 3,342,256               | 285,821            | 6,155,330          |                    |                    |                |
| 1993年（平成5年）  | 586,708                 | 410,761                 | 997,469                 | 1,483,360               | 0                       | 2,480,829               | 3,087,052               | 278,033            | 5,845,914          |                    |                    |                |
| 1994年（平成6年）  | 570,067                 | 401,076                 | 971,143                 | 1,459,474               | 0                       | 2,430,617               | 3,185,439               | 296,091            | 5,912,147          |                    |                    |                |
| 1995年（平成7年）  | 540,138                 | 395,742                 | 935,880                 | 1,418,170               | 0                       | 2,354,050               | 2,900,009               | 298,939            | 5,552,998          | 6,626,958          | △1,073,960         | 119.3          |
| 1996年（平成8年）  | 554,685                 | 394,215                 | 948,900                 | 1,462,661               | 0                       | 2,411,561               | 2,859,337               | 302,573            | 5,573,471          | 6,251,056          | △677,585           | 112.2          |
| 1997年（平成9年）  | 577,109                 | 409,936                 | 987,045                 | 1,462,773               | 0                       | 2,449,818               | 2,293,100               | 219,900            | 4,962,818          | 5,940,671          | △977,853           | 119.7          |
| 1998年（平成10年） | 570,602                 | 400,233                 | 970,835                 | 1,371,486               | 0                       | 2,342,321               | 1,823,360               | 198,766            | 4,364,447          | 5,444,790          | △1,080,343         | 124.8          |
| 1999年（平成11年） | 537,084                 | 382,805                 | 919,889                 | 1,353,908               | 0                       | 2,273,797               | 1,874,096               | 263,156            | 4,411,049          | 4,847,697          | △436,648           | 109.9          |
| 2000年（平成12年） | 520,272                 | 372,327                 | 892,599                 | 1,330,048               | 0                       | 2,222,647               | 1,757,607               | 215,000            | 4,195,254          | 4,426,566          | △231,312           | 105.5          |
| 2001年（平成13年） | 502,538                 | 364,386                 | 866,924                 | 1,330,868               | 0                       | 2,197,792               | 1,743,605               | 241,380            | 4,182,777          | 4,295,086          | △112,309           | 102.7          |
| 2002年（平成14年） | 484,863                 | 353,148                 | 838,011                 | 1,308,513               | 0                       | 2,146,524               | 1,779,660               | 225,805            | 4,151,989          | 4,161,004          | △9,015             | 100.2          |
| 2003年（平成15年） | 480,620                 | 343,084                 | 823,704                 | 1,278,334               | 0                       | 2,102,038               | 1,631,317               | 225,760            | 3,959,115          | 3,958,117          | 998                | 100.0          |
| 2004年（平成16年） | 468,030                 | 333,601                 | 801,631                 | 1,258,065               | 0                       | 2,059,696               | 1,560,544               | 232,869            | 3,853,109          | 3,832,242          | 20,867             | 99.5           |
| 2005年（平成17年） | 468,178                 | 324,409                 | 792,587                 | 1,274,881               | 0                       | 2,067,468               | 1,578,515               | 256,966            | 3,902,949          | 3,873,589          | 29,360             | 99.2           |
| 2006年（平成18年） | 473,507                 | 323,419                 | 796,926                 | 1,276,591               | 0                       | 2,073,516               | 1,506,456               | 278,552            | 3,858,525          | 3,810,778          | 47,747             | 98.8           |
| 2007年（平成19年） |                         |                         | 797,479                 | 1,279,564               | 0                       | 2,077,043               | 1,373,683               | 265,176            | 3,715,903          | 3,789,416          | △73,513            | 102.0          |
| 2008年（平成20年） |                         |                         |                         |                         |                         |                         |                         |                    |                    |                    |                    |                |
| 2009年（平成21年） |                         |                         |                         |                         |                         |                         |                         |                    |                    |                    |                    |                |
| 2010年（平成22年） |                         |                         |                         |                         |                         |                         |                         |                    |                    |                    |                    |                |
| 2011年（平成23年） |                         |                         |                         |                         |                         |                         |                         |                    |                    |                    |                    |                |
| 2012年（平成24年） | 478,178                 | 307,537                 | 785,715                 | 1,105,451               | 0                       | 1,891,166               | 1,216,907               | 244,809            | 3,352,882          |                    |                    |                |
| 2013年（平成25年） | 468,541                 | 304,371                 | 772,912                 | 1,146,560               | 0                       | 1,919,472               | 1,316,296               | 268,771            | 3,504,539          |                    |                    |                |

### 駅別乗車人員
『埼玉県統計年鑑』より算出。単位：人。
| 順位 | 2021年度             | 2021年度          |
| 順位 | 駅名                 | 一日平均 乗車人員 |
| ---- | -------------------- | ----------------- |
| 1    | 熊谷駅               | 4,491             |
| 2    | 羽生駅               | 1,838             |
| 3    | 寄居駅               | 1,116             |
| 4    | 東行田駅             | 1,001             |
| 5    | 御花畑駅             | 931               |
| 6    | 行田市駅             | 609               |
| 7    | ひろせ野鳥の森駅     | 498               |
| 8    | 大野原駅             | 439               |
| 9    | 秩父駅               | 400               |
| 10   | 石原駅               | 398               |
| 11   | 武川駅               | 389               |
| 12   | 皆野駅               | 384               |
| 13   | 桜沢駅               | 382               |
| 14   | 持田駅               | 367               |
| 15   | 小前田駅             | 365               |
| 16   | 長瀞駅               | 357               |
| 17   | ソシオ流通センター駅 | 262               |
| 18   | 上熊谷駅             | 256               |
| 19   | 野上駅               | 229               |
| 20   | 影森駅               | 173               |
| 21   | 永田駅               | 164               |
| 22   | 親鼻駅               | 154               |
| 23   | 和銅黒谷駅           | 151               |
| 24   | 武州荒木駅           | 137               |
| 25   | 新郷駅               | 109               |
| 26   | 大麻生駅             | 108               |
| 27   | 西羽生駅             | 105               |
| 28   | 明戸駅               | 103               |
| 29   | 波久礼駅             | 95                |
| 30   | 武州中川駅           | 94                |
| 31   | 三峰口駅             | 94                |
| 32   | 上長瀞駅             | 91                |
| 33   | ふかや花園駅         | 89                |
| 34   | 樋口駅               | 84                |
| 35   | 浦山口駅             | 63                |
| 36   | 武州日野駅           | 59                |
| 37   | 白久駅               | 24                |

## 使用車両

### 自社所有車両
2021年時点で、電車が19編成53両、電気機関車13両、客車が1編成4両、蒸気機関車1両、貨車6両の計77両が在籍している。

#### 電車
電車は、1992年（平成4年）に300系が運行終了してからは他社から譲渡された車両のみで運用されている。また2014年（平成26年）3月23日をもって、1000系電車（旧国鉄101系電車）が営業運転から離脱したため、同年4月時点で、運行する自社所有の旅客用電車は全て冷房付き車両となっている。
各停
- 5000系（旧都営6000形）
- 7000系（旧東急8500系）
- 7500系・7800系（旧東急8090系）

急行
- 6000系（旧西武新101系）

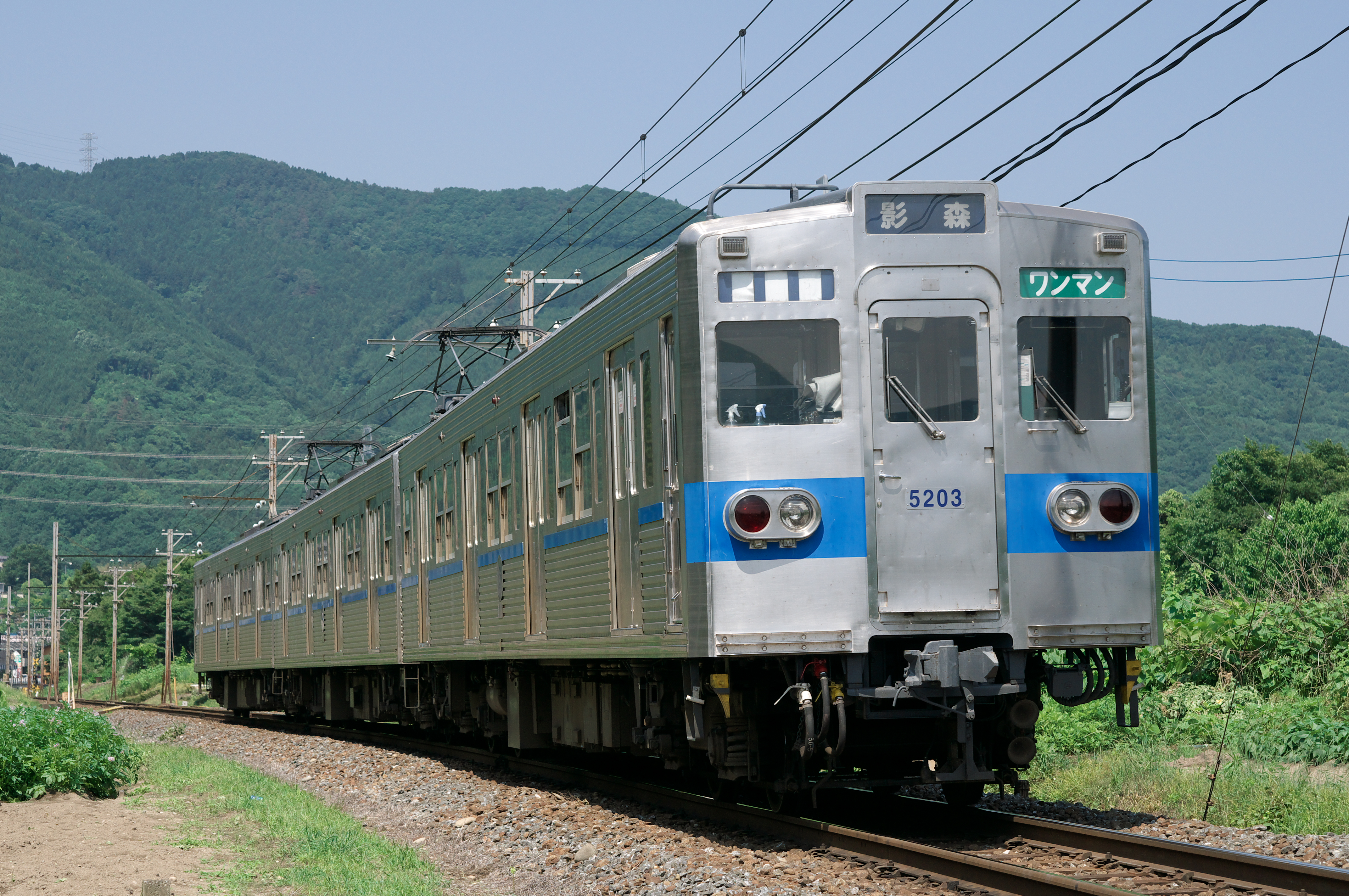
5000系
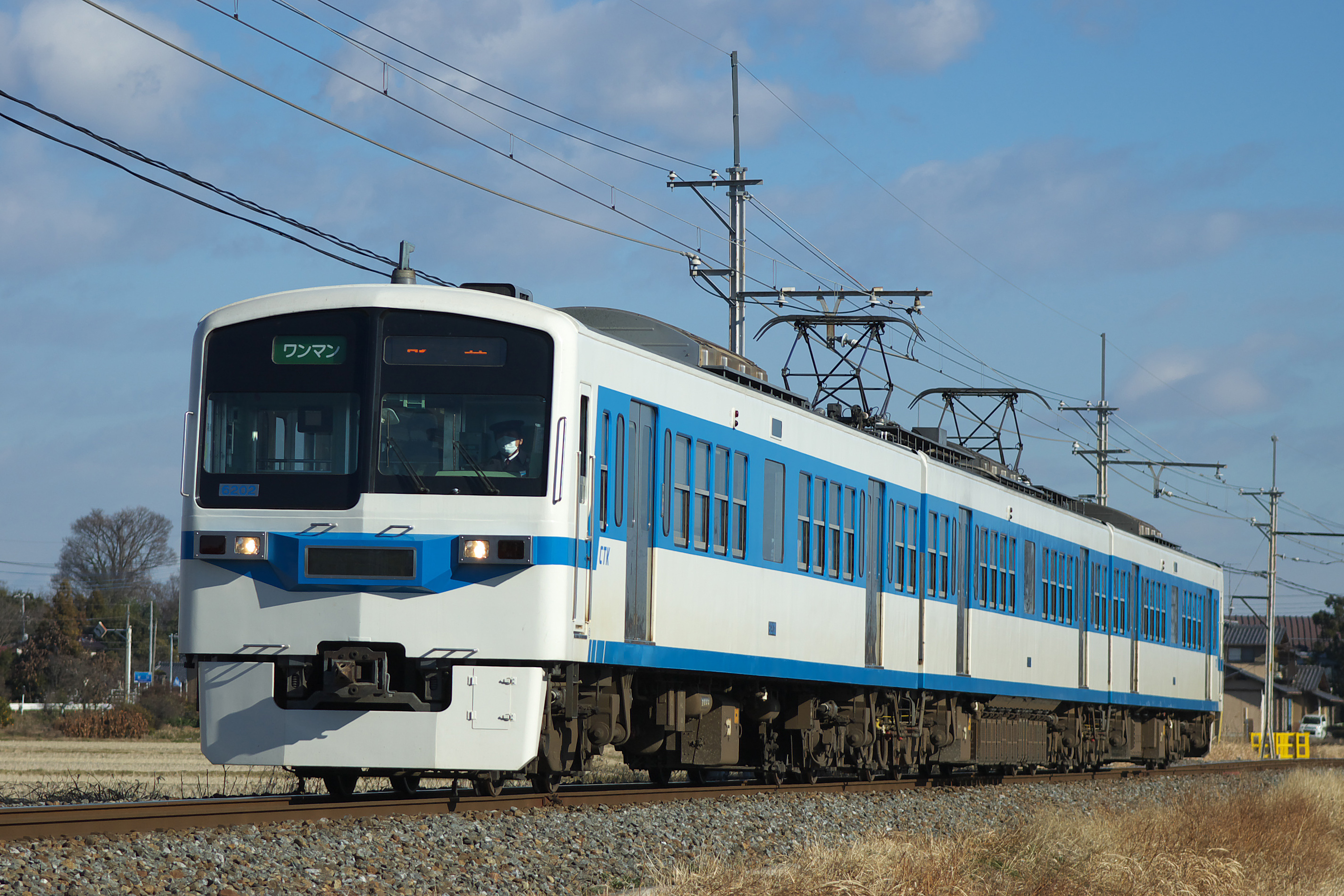
6000系
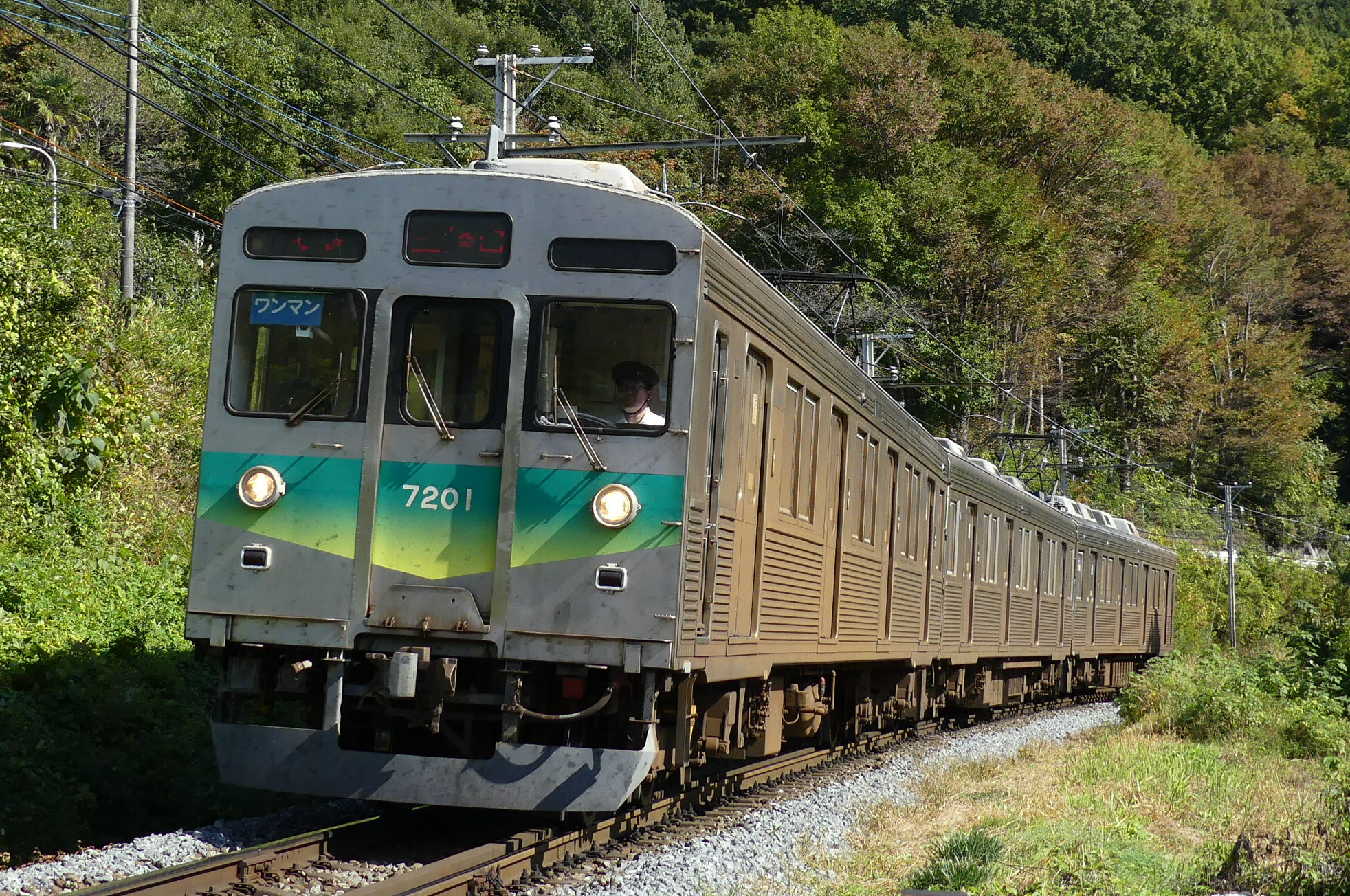
7000系
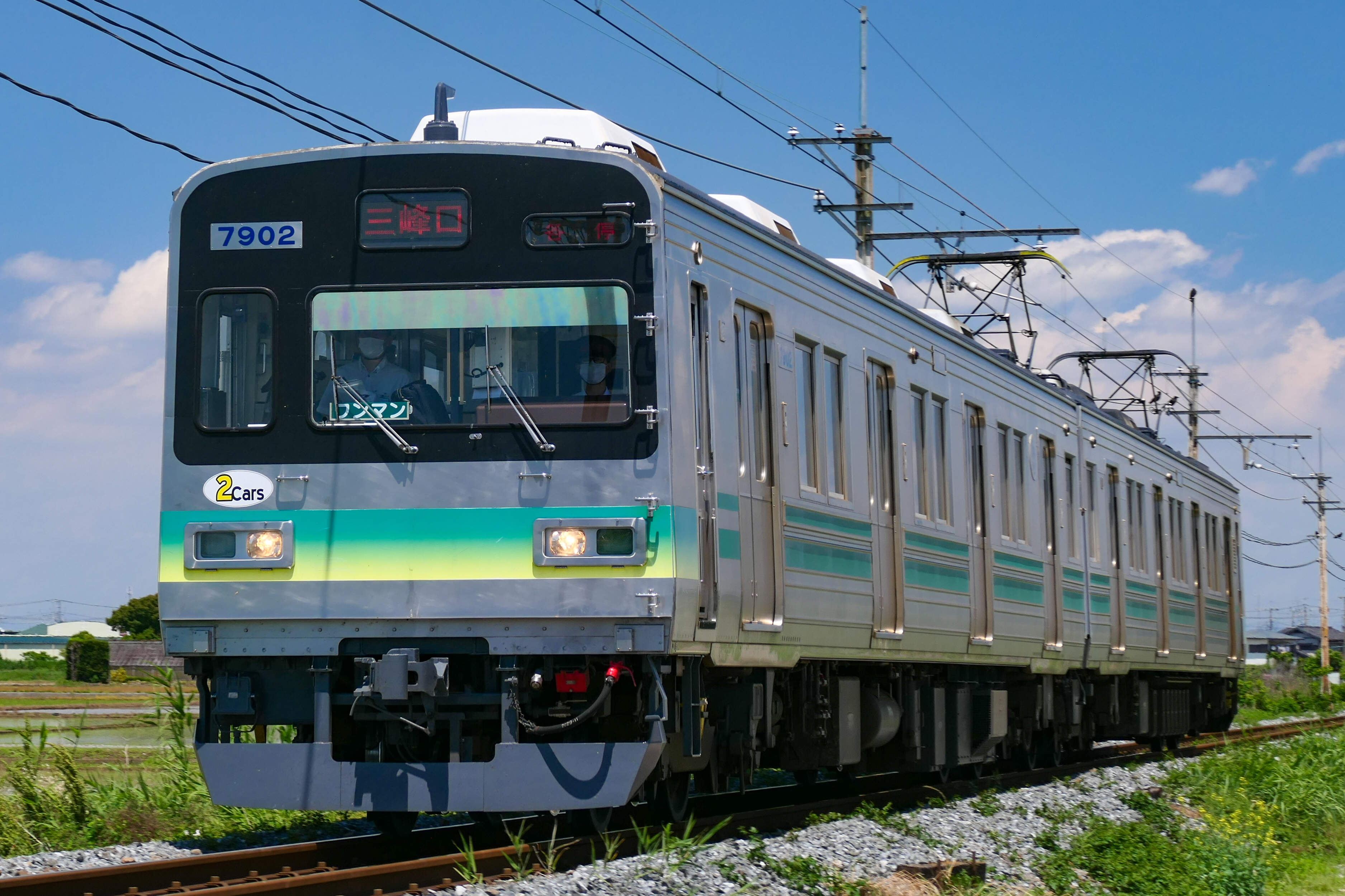
7800系
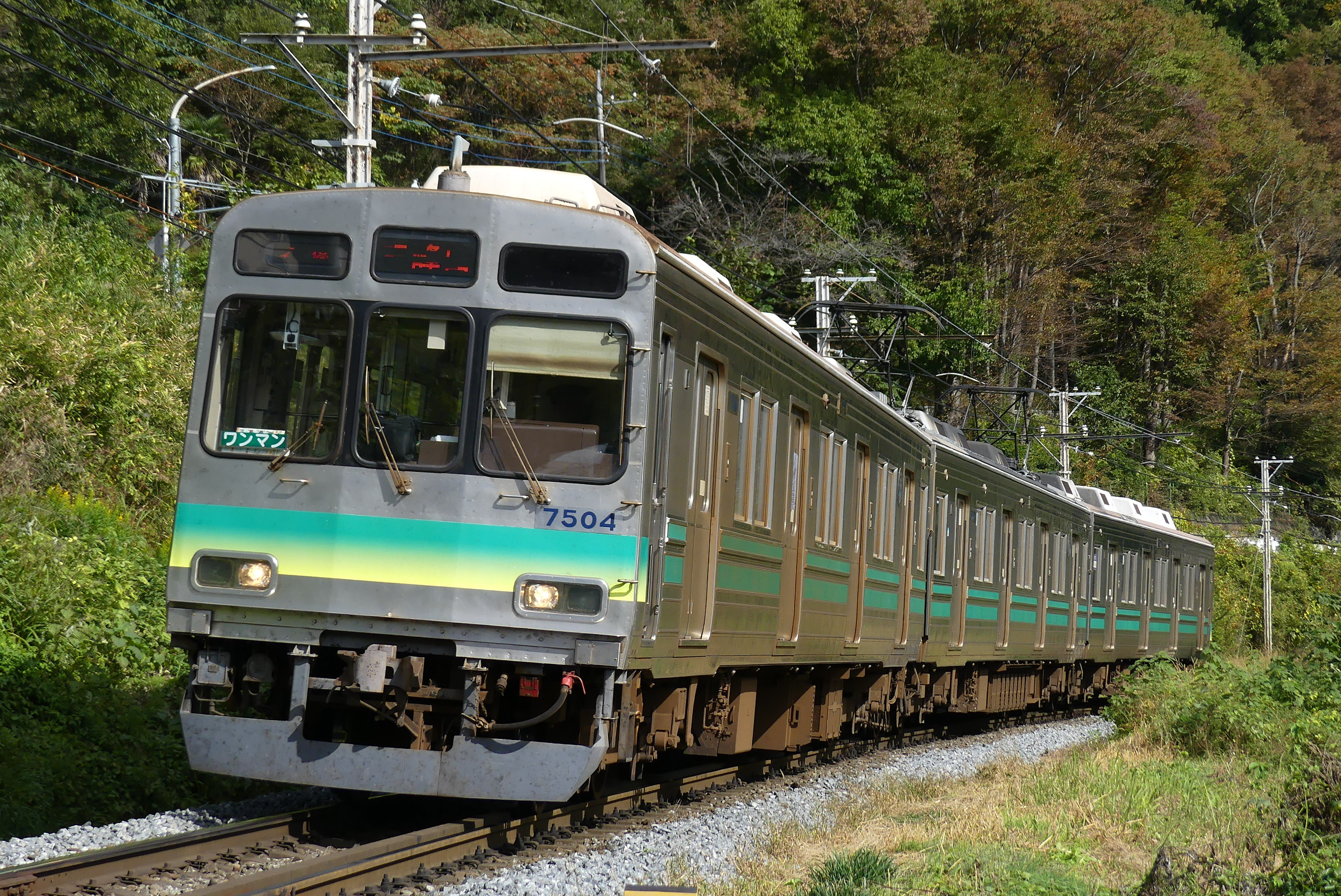
7500系

#### 電気機関車
貨物列車牽引、また客車列車牽引・補機として運用されている。
- デキ100形
- デキ200形
- デキ300形
- デキ500形 - 507のみ太平洋セメント所有

#### 蒸気機関車
「パレオエクスプレス」牽引用として1988年に導入。
- C58 363

#### 客車
「パレオエクスプレス」その他イベント列車に運用。
- 12系

#### 貨車
- スム4000形
- トキ500形
- ホキ1形

### 他社所有車両
太平洋セメント
- デキ500形電気機関車 - 507のみ
- ヲキ・ヲキフ100形

西武鉄道
- 4000系電車

## 歴史
熊谷駅 - 秩父駅間は前身の上武鉄道（丹荘駅 - 西武化学前駅間を営業していた上武鉄道とは別）によって開業し、秩父鉄道と改称後に秩父駅 - 三峰口駅間が延長された。羽生駅 - 熊谷駅間は北武鉄道によって開業し、秩父鉄道に合併され当線の一部となった。
- 1901年（明治34年）10月7日 上武鉄道が熊谷駅 - 寄居駅間開業[21]。
- 1903年（明治36年）
  - 4月2日 寄居駅 - 波久礼駅間開業[22]。
  - 6月24日 田中駅を武川駅に改称[23]。
- 1911年（明治44年）9月14日 波久礼駅 - 宝登山駅[注釈 9]（現・長瀞駅） - 秩父駅（初代、後の初代・国神駅、荒川駅）間開業[24]。波久礼駅 - 樋口駅間の荒川沿いの護岸上を通る列車（1913年）初代秩父駅（後の国神駅）遠景（大正初年）。右端の構造物は親鼻橋。

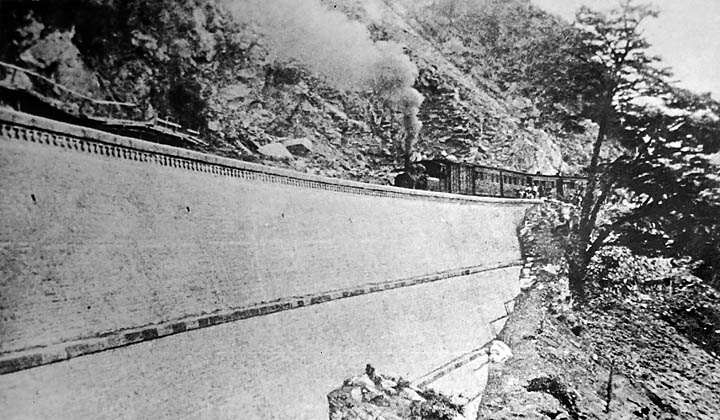
波久礼駅 - 樋口駅間の荒川沿いの護岸上を通る列車（1913年）

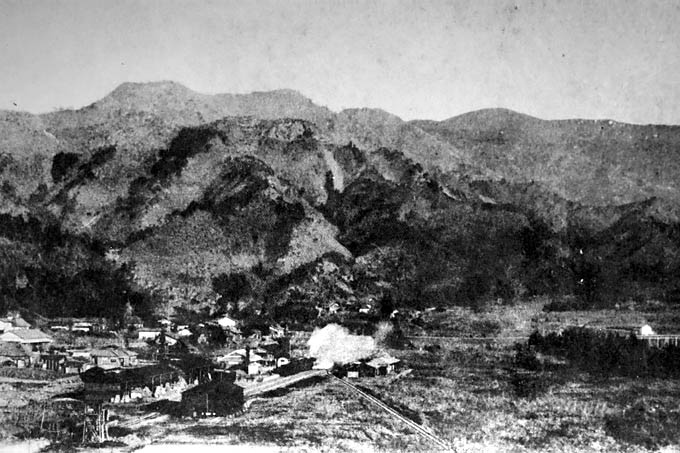
初代秩父駅（後の国神駅）遠景（大正初年）。右端の構造物は親鼻橋。

- 1913年（大正2年）6月1日 永田駅開業。
- 1914年（大正3年）10月27日 宝登山駅[注釈 9] - 秩父駅間開業。これまでの秩父駅を国神駅（初代）に改称のうえ、宝登山駅 - 国神駅（初代）間の旅客営業廃止[25]。
- 1916年（大正5年）
  - 1月1日 国神駅（2代、現・上長瀞駅）が開業し、貨物支線の起点を国神駅に変更。これまでの国神駅（初代）を荒川駅に改称[26]。
  - 2月25日 上武鉄道が秩父鉄道に社名変更。
- 1917年（大正6年）9月27日 秩父駅 - 影森駅間開業。
- 1918年（大正7年）9月16日 武甲線 影森駅 - 武甲駅間開業（貨物営業のみ）[27]。
- 1921年（大正10年）4月1日 北武鉄道が羽生駅 - 行田駅（現・行田市駅）間開業[注釈 10]。
- 1922年（大正11年）
  - 1月20日 熊谷駅 - 宝登山駅間電化（直流1,200 V）。
  - 1月21日 秩父駅 - 影森駅間電化。
  - 5月15日 石原駅 - 大麻生駅間に（貨）広瀬川原駅開業[28][注釈 11]。
  - 5月20日 宝登山駅 - 秩父駅間、影森駅 - 武甲駅間電化。
  - 8月1日 北武鉄道が行田駅 - 熊谷駅間開業。
  - 9月18日 秩父鉄道が北武鉄道を合併[29]。
- 1923年（大正12年）7月7日 宝登山駅を長瀞駅に改称。
- 1925年（大正14年）11月15日 持田駅開業[30]。
- 1926年（大正15年）7月1日 貨物支線 国神駅 - 荒川駅間廃止[31]。
- 1927年（昭和2年）12月5日 鉄道免許状下付（秩父郡白川村-同郡大滝村間、大滝村大字大滝地内（鋼索））[32]。
- 1928年（昭和3年）5月15日 国神駅を上長瀞駅に改称。
- 1929年（昭和4年）12月16日 本野上駅を野上駅に改称。
- 1930年（昭和5年）
  - 3月15日 影森駅 - 三峰口駅間開業。当初から電化。
  - 12月26日 鉄道免許失効（1927年12月5日鉄道免許、秩父郡大滝村大字大滝地内 指定ノ期限マテニ工事施工認可申請ヲ為ササルタメ）[33]。
- 1932年（昭和7年）11月20日 東行田駅開業。
- 1933年（昭和8年）
  - 4月1日 鎌倉町駅（現・上熊谷駅）開業。
  - 7月1日 鎌倉町駅を上熊谷駅に改称。
- 1936年（昭和11年）2月19日 鉄道免許失効（1927年12月5日鉄道免許、秩父郡白川村 - 同郡大滝村間 指定ノ期限マテニ工事施工ノ認可申請ヲセサルタメ）[34]。
- 1945年（昭和20年）
  - 5月28日 （貨）広瀬川原駅廃止[注釈 11]。
  - 10月13日 （貨）広瀬川原駅再開業[注釈 11]。
- 1949年（昭和24年）4月3日 東武鉄道東上線からの直通運転開始。
- 1952年（昭和27年）2月1日 全線の架線電圧を1,200 V から1,500 V に昇圧。
- 1956年（昭和31年）2月5日 （貨）武州原谷駅開業。
- 1966年（昭和41年）6月1日 行田駅を行田市駅に改称。
- 1967年（昭和42年）9月 東武鉄道が池袋駅 - 東武日光駅間直通の臨時団体列車を秩父鉄道の寄居駅 - 羽生駅間を経由して運転。
- 1969年（昭和44年）10月1日 急行「秩父路」運転開始[35]。
- 1979年（昭和54年）10月1日 三ヶ尻線開業に伴い、羽生駅 - 武川駅間貨物営業廃止。
- 1981年（昭和56年）9月1日 西羽生駅開業[36]。
- 1983年（昭和58年） 東武鉄道のダイヤ改正に伴い、東武東上線との直通運転区間を小川町駅までに短縮。
- 1984年（昭和59年）
  - 1月31日 小荷物扱い廃止[注釈 12]。
  - 2月1日 武甲線 影森駅 - 武甲駅間廃止。
- 1985年（昭和60年）3月14日 明戸駅開業。同日のダイヤ改正により、羽生駅 - 寄居駅間の朝夕の通勤時間帯に普通列車22本・急行列車1本が増発。これにより、同区間の運転間隔が平均30 - 40分だったのが平均20分に短縮。
- 1988年（昭和63年）3月15日 蒸気機関車列車「パレオエクスプレス」運転開始。
- 1989年（平成元年）
  - 4月1日 桜沢駅開業。西武鉄道西武秩父線から直通運転（飯能駅 - 三峰口駅・野上駅）開始[37]。
  - 10月24日 東武鉄道のダイヤ改正に伴い、東武東上線との直通運転区間を池袋駅までに再延長。池袋駅から寄居駅を経由して上長瀞駅発着の特急「ながとろ」号と、三峰口駅発着の特急「みつみね」号を休日のみ各1往復ずつ設定した[注釈 13]。
- 1992年（平成4年）4月1日 ATS使用開始。東武鉄道東上線からの直通運転中止[18]。西武鉄道から野上駅までの直通運転を寄居駅までに延長[18]。
- 1993年（平成5年）5月13日 天皇・皇后の埼玉県行幸啓において、長瀞駅 - 熊谷駅間でお召し列車が運転される（その後、高崎線に入り、上尾駅を経由して大宮駅まで運転）。
- 1999年（平成11年）12月1日 ワンマン運転開始。
- 2003年（平成15年）3月27日 ひろせ野鳥の森駅開業。
- 2004年（平成16年）10月22日 羽生駅を橋上駅舎化。
- 2007年（平成19年）3月6日 西武鉄道から寄居駅までの直通運転を長瀞駅までに短縮[38]。
- 2008年（平成20年）
  - 2月8日 影森駅構内で石灰石輸送の貨物列車が脱線して横転。機関士1名が軽傷を負った。
  - 4月1日 黒谷駅を和銅黒谷駅に改称。
- 2013年（平成25年）3月16日 ダイヤ改正。羽生駅 - 熊谷駅間の増発、急行電車の増発、初列車・終列車の繰り上げ・繰り下げ、影森駅 - 三峰口駅間の区間運転等を実施。
- 2014年（平成26年）2月15日 大雪の影響により2月17日にかけて終日運休。秩父市内の各駅ではその後もダイヤに影響が出た。
- 2015年（平成27年）3月21日 影森駅 - 三峰口駅間のダイヤを一部改正。
- 2016年（平成28年）12月1日 大型ディスプレイによる旅客情報案内サイネージの運用を開始。運用開始時は9駅（羽生、熊谷、武川、寄居、長瀞、秩父、御花畑、影森、三峰口の各駅）で、平成29年度中に全駅に順次導入予定とされた。
- 2017年（平成29年）
  - 3月25日 ソシオ流通センター駅開業に伴い全線ダイヤを改正[39]。
  - 4月1日 ソシオ流通センター駅開業[40]。
- 2018年（平成30年）
  - 10月1日 ふかや花園駅開業に伴い全線ダイヤを改正。
  - 10月20日 ふかや花園駅開業。
- 2020年（令和2年）
  - 4月13日 新型コロナウイルス感染症（COVID-19）拡大防止のため一部列車の計画運休を実施。急行列車および西武線直通列車を運休、一部列車の始発列車繰り下げ、最終列車繰り上げ。平日、土休日共通の臨時ダイヤでの運行となる[41]。
  - 6月1日 運休していた急行列車の一部の運転再開[42]。
- 2021年（令和3年）3月13日 ダイヤ改正を実施し、計画運休ダイヤを終了。西武線直通列車の運転を再開（土休日のみの設定となる）。
- 2022年（令和4年）
  - 3月12日 全旅客駅に交通系ICカード「PASMO」を導入し、同時に「Suica」などの交通系ICカード全国相互利用サービスにも対応[5]。これに合わせ、前日をもって羽生、熊谷、武川、ふかや花園、寄居、長瀞、秩父、御花畑、影森、三峰口を除く27駅の窓口営業を終了し、無人化[5]。
  - 9月13日 駅ナンバリングを導入[2]。
  - 10月1日 ふかや花園プレミアム・アウトレット開業に伴うダイヤ改正[43]。熊谷駅 - 寄居駅間で増発。ふかや花園駅がSL「パレオエクスプレス」と急行「秩父路」の停車駅になり、武川駅がSL「パレオエクスプレス」の通過駅になる。
- 2023年（令和5年）3月18日 ダイヤ改正[44][45]。下り終電車の繰り下げ。土休日ダイヤにおいて下り列車のみ急行「秩父路」の全線での運転再開。西武線から直通する長瀞行きが秩父線内急行運転となる。
- 2025年（令和7年）3月15日 ダイヤ改正[46]。西武線から直通する長瀞行きが秩父線内各駅停車に戻る。

## 駅一覧

周辺を含めた路線図

全駅埼玉県内に所在。有人駅は羽生・熊谷・武川・ふかや花園・寄居・長瀞・秩父・御花畑・影森・三峰口のみで、他駅は終日駅員不在・係員による見回りが行われる。
凡例
（貨）：貨物駅
停車駅 … ●：停車、｜：通過、↓↑：通過（矢印の方向のみ運転）
パレオエクスプレス … △：停車、上り列車基準で後ろ1両のみドアが開かない、▲：停車、上り列車基準で後ろ2両のみドアが開かない
線路（全線単線）
◇・∨・∧：列車交換可、｜：列車交換不可
| 駅番号 | 駅名                        | 駅間 キロ | 営業 キロ | 各停 | 西武線直通各停                     | 西武線直通各停     | 急行 秩父路 | ＳＬパレオエクスプレス | 接続路線                                                                           | 線路 | 所在地        | 所在地        |
| ------ | --------------------------- | --------- | --------- | ---- | ---------------------------------- | ------------------ | ----------- | ---------------------- | ---------------------------------------------------------------------------------- | ---- | ------------- | ------------- |
| CR01   | 羽生駅                      | -         | 0.0       | ●    |                                    |                    | ●           |                        | 東武鉄道： 伊勢崎線 (TI-07)                                                        | ∨    | 羽生市        | 羽生市        |
| CR02   | 西羽生駅                    | 1.2       | 1.2       | ●    |                                    |                    | ｜          |                        |                                                                                    | ｜   | 羽生市        | 羽生市        |
| CR03   | 新郷駅                      | 1.4       | 2.6       | ●    |                                    |                    | ｜          |                        |                                                                                    | ◇    | 羽生市        | 羽生市        |
| CR04   | 武州荒木駅                  | 2.2       | 4.8       | ●    |                                    |                    | ｜          |                        |                                                                                    | ◇    | 行田市        | 行田市        |
| CR05   | 東行田駅                    | 2.5       | 7.3       | ●    |                                    |                    | ｜          |                        |                                                                                    | ｜   | 行田市        | 行田市        |
| CR06   | 行田市駅                    | 1.0       | 8.3       | ●    |                                    |                    | ●           |                        |                                                                                    | ◇    | 行田市        | 行田市        |
| CR07   | 持田駅                      | 1.8       | 10.1      | ●    |                                    |                    | ｜          |                        |                                                                                    | ◇    | 行田市        | 行田市        |
| CR08   | ソシオ流通センター駅        | 1.5       | 11.6      | ●    |                                    |                    | ｜          |                        |                                                                                    | ｜   | 熊谷市        | 熊谷市        |
| CR09   | 熊谷駅                      | 3.3       | 14.9      | ●    |                                    |                    | ●           | ●                      | 東日本旅客鉄道： 上越新幹線・北陸新幹線・■高崎線・■湘南新宿ライン・■上野東京ライン | ◇    | 熊谷市        | 熊谷市        |
| CR10   | 上熊谷駅                    | 0.9       | 15.8      | ●    |                                    |                    | ｜          | ｜                     |                                                                                    | ｜   | 熊谷市        | 熊谷市        |
| CR11   | 石原駅                      | 1.2       | 17.0      | ●    |                                    |                    | ｜          | ｜                     |                                                                                    | ◇    | 熊谷市        | 熊谷市        |
| CR12   | ひろせ野鳥の森駅            | 1.5       | 18.5      | ●    |                                    |                    | ｜          | ｜                     |                                                                                    | ｜   | 熊谷市        | 熊谷市        |
| -      | （貨）広瀬川原駅            | 0.5       | 19.0      | ｜   |                                    |                    | ｜          | ｜                     |                                                                                    | ｜   | 熊谷市        | 熊谷市        |
| CR13   | 大麻生駅                    | 1.3       | 20.3      | ●    |                                    |                    | ｜          | ｜                     |                                                                                    | ◇    | 熊谷市        | 熊谷市        |
| CR14   | 明戸駅                      | 2.6       | 22.9      | ●    |                                    |                    | ｜          | ｜                     |                                                                                    | ◇    | 深谷市        | 深谷市        |
| CR15   | 武川駅                      | 1.9       | 24.8      | ●    |                                    |                    | ●           | ｜                     | 秩父鉄道：三ヶ尻線（貨物線）                                                       | ◇    | 深谷市        | 深谷市        |
| CR16   | 永田駅                      | 2.3       | 27.1      | ●    |                                    |                    | ｜          | ｜                     |                                                                                    | ◇    | 深谷市        | 深谷市        |
| CR17   | ふかや花園駅                | 1.1       | 28.2      | ●    |                                    |                    | ●           | ●                      |                                                                                    | ｜   | 深谷市        | 深谷市        |
| CR18   | 小前田駅                    | 2.3       | 30.5      | ●    |                                    |                    | ｜          | ｜                     |                                                                                    | ◇    | 深谷市        | 深谷市        |
| CR19   | 桜沢駅                      | 1.4       | 31.9      | ●    |                                    |                    | ｜          | ｜                     |                                                                                    | ◇    | 大里郡 寄居町 | 大里郡 寄居町 |
| CR20   | 寄居駅                      | 1.9       | 33.8      | ●    |                                    |                    | ●           | ●                      | 東日本旅客鉄道：■八高線 東武鉄道： 東上本線 (TJ-39)                                | ◇    | 大里郡 寄居町 | 大里郡 寄居町 |
| CR21   | 波久礼駅                    | 3.9       | 37.7      | ●    |                                    |                    | ｜          | ｜                     |                                                                                    | ◇    | 大里郡 寄居町 | 大里郡 寄居町 |
| CR22   | 樋口駅                      | 4.4       | 42.1      | ●    |                                    |                    | ｜          | ｜                     |                                                                                    | ◇    | 秩父郡        | 長瀞町        |
| CR23   | 野上駅                      | 2.6       | 44.7      | ●    |                                    |                    | ●           | ｜                     |                                                                                    | ◇    | 秩父郡        | 長瀞町        |
| CR24   | 長瀞駅                      | 1.8       | 46.5      | ●    | 西武秩父線から西武秩父駅を経て直通 | ●                  | ●           | ●                      |                                                                                    | ◇    | 秩父郡        | 長瀞町        |
| CR25   | 上長瀞駅                    | 1.1       | 47.6      | ●    | 西武秩父線から西武秩父駅を経て直通 | ●                  | ｜          | ｜                     |                                                                                    | ◇    | 秩父郡        | 長瀞町        |
| CR26   | 親鼻駅 （美の山登山口）     | 1.6       | 49.2      | ●    | 西武秩父線から西武秩父駅を経て直通 | ●                  | ｜          | ｜                     |                                                                                    | ◇    | 秩父郡        | 皆野町        |
| CR27   | 皆野駅 （秩父音頭のふる里） | 1.6       | 50.8      | ●    | 西武秩父線から西武秩父駅を経て直通 | ●                  | ●           | △                      |                                                                                    | ◇    | 秩父郡        | 皆野町        |
| CR28   | 和銅黒谷駅                  | 2.6       | 53.4      | ●    | 西武秩父線から西武秩父駅を経て直通 | ●                  | ｜          | ｜                     |                                                                                    | ◇    | 秩父市        | 秩父市        |
| -      | （貨）武州原谷駅            | 2.1       | 55.5      | ｜   | 西武秩父線から西武秩父駅を経て直通 | ↑                  | ｜          | ｜                     |                                                                                    | ｜   | 秩父市        | 秩父市        |
| CR29   | 大野原駅                    | 1.1       | 56.6      | ●    | 西武秩父線から西武秩父駅を経て直通 | ●                  | ｜          | ｜                     |                                                                                    | ◇    | 秩父市        | 秩父市        |
| CR30   | 秩父駅                      | 2.4       | 59.0      | ●    | 西武秩父線から西武秩父駅を経て直通 | ●                  | ●           | ●                      |                                                                                    | ◇    | 秩父市        | 秩父市        |
| CR31   | 御花畑駅 （芝桜）           | 0.7       | 59.7      | ●    | 西武秩父線から西武秩父駅を経て直通 | ●                  | ●           | ▲                      | 西武鉄道： 西武秩父線（西武秩父駅:SI36）                                           | ◇    | 秩父市        | 秩父市        |
| CR32   | 影森駅                      | 2.7       | 62.4      | ●    | ●                                  | 西武秩父線から直通 | ●           | ｜                     |                                                                                    | ◇    | 秩父市        | 秩父市        |
| CR33   | 浦山口駅                    | 1.4       | 63.8      | ●    | ●                                  | 西武秩父線から直通 | ↓           | ｜                     |                                                                                    | ｜   | 秩父市        | 秩父市        |
| CR34   | 武州中川駅                  | 2.4       | 66.2      | ●    | ●                                  | 西武秩父線から直通 | ↓           | ｜                     |                                                                                    | ◇    | 秩父市        | 秩父市        |
| CR35   | 武州日野駅                  | 1.5       | 67.7      | ●    | ●                                  | 西武秩父線から直通 | ↓           | ｜                     |                                                                                    | ◇    | 秩父市        | 秩父市        |
| CR36   | 白久駅                      | 2.7       | 70.4      | ●    | ●                                  | 西武秩父線から直通 | ↓           | ｜                     |                                                                                    | ｜   | 秩父市        | 秩父市        |
| CR37   | 三峰口駅                    | 1.3       | 71.7      | ●    | ●                                  | 西武秩父線から直通 | ●           | ●                      |                                                                                    | ∧    | 秩父市        | 秩父市        |

直通路線

長瀞駅・三峰口駅まで、西武秩父線経由で西武池袋線 飯能駅から直通運転を実施。

## 運賃
大人普通旅客運賃（小児半額・10円未満切り上げ）。きっぷ・IC運賃とも同額。2024年10月1日改定。
| キロ程  | 運賃（円） |
| ------- | ---------- |
| 1 - 4   | 200        |
| 5 - 6   | 300        |
| 7 - 8   | 400        |
| 9 - 10  | 450        |
| 11 - 12 | 500        |
| 13 - 14 | 550        |
| 15 - 16 | 600        |
| 17 - 18 | 650        |
| 19 - 22 | 700        |
| 23 - 26 | 750        |

| キロ程  | 運賃（円） |
| ------- | ---------- |
| 27 - 30 | 800        |
| 31 - 35 | 850        |
| 36 - 41 | 900        |
| 42 - 47 | 950        |
| 48 - 53 | 1000       |
| 54 - 59 | 1050       |
| 60 - 65 | 1100       |
| 66 - 71 | 1150       |
| 72      | 1200       |

### 乗車券
- 自動券売機はほとんどの駅で設置済み。有人窓口発売の乗車券や定期券類は全て手発行（定期券は需要の多い区間は既に印刷されたものを使うが、そうでない場合は昔ながらの、紙に有効期限の日付や区間等をスタンプで押して作成）される。また一部有人駅の窓口では昔ながらの硬券の乗車券も発売されている。定期券等、全ての乗車券は購入時にクレジットカードや金券類を使用することはできず、全て現金払いの必要がある。
- 一日乗車券として、秩父本線が土休日やSL運転日に限り利用できる「秩父路遊々フリーきっぷ」（紙券）を大人1,600円・小児800円で販売していたが、後述するデジタル版やPASMOの導入に伴い2023年3月31日を以て通年販売を終了した。以降は期間限定で販売している[48]。
  - 2021年11月4日からは、小田急電鉄のMaaSアプリ「EMot」を利用したデジタルチケット「秩父路遊々フリーきっぷ デジタル版」を販売している[49]。紙券の「秩父路遊々フリーきっぷ」と違い、平日を含む通年で毎日購入および利用ができる。
- PASMO、Suica等のICカード乗車券は、2022年3月12日から全線・全駅で利用できるようになった。ICカード乗車券を導入する計画は2021年1月に発表[6]。2022年1月27日に、同年3月12日よりPASMOを導入するとともに、羽生、熊谷、武川、ふかや花園、寄居、長瀞、秩父、御花畑の各駅で定期券を含むPASMOの販売を行い、これらPASMO販売駅と影森駅、三峰口駅を除く、その他27駅においては窓口を閉鎖することが発表された[5]。2022年3月12日以前においてもJR東日本・東武鉄道と改札口を共有する寄居駅では、乗換用ICカード専用簡易改札機が設置してあった。